# Révolutions de Paris
Les Révolutions de Paris, dédiées à la Nation est un journal hebdomadaire français paru sous la Révolution de 1789 à 1794.

## Historique
Dès le 12 juillet 1789, date de sa première parution, cet hebdomadaire connut un grand succès. Camille Desmoulins avance le chiffre de deux cent mille lecteurs ce qui semble exagéré. Ce journal était pro-révolutionnaire, mais certains lecteurs aux opinions plus modérées appréciaient la subtilité de ses analyses politiques.
Les principaux rédacteurs de ce journal furent Elisée Loustalot, Sylvain Maréchal, Pierre-Gaspard Chaumette, Fabre d'Églantine, Léger-Félicité Sonthonax.
Le 28 février 1794, l'éditeur Louis Marie Prudhomme cessa de lui-même la parution de son journal. Pro-révolutionnaire en 1789, il fut soupçonné de modérantisme sous la Terreur et choisit de garder le silence pour sauver sa vie.